# Refugee
| Críticas profissionais | Críticas profissionais |
| Avaliações da crítica  | Avaliações da crítica  |
| Fonte                  | Avaliação              |
| ---------------------- | ---------------------- |
| Allmusic               | [ 1 ]                  |

Refugee é o primeiro e único álbum da banda de hard rock britânica Bad4Good. Ele foi lançado em 18 de agosto de 1992 com o selo Interscope Records.
O álbum ganhou certo destaque por ter sido produzido pelo guitarrista virtuoso Steve Vai. Apesar das críticas positivas e de ter figurado na posição 39 da Billboard Heatseekers chart o álbum não teve um bom desempenho comercial, o que acabou culminando com o desmembramento da banda logo depois.
A capa do álbum traz a imagem de Julian Vai, filho do Steve Vai.

## Créditos Musicais
- Danny Cooksey - Vocais
- Thomas McRocklin - Guitarra
- Zach Young - Baixo, Back-Vocals
- Brooks Wackerman - Baterias
- Michael Bower - Back-Vocals (Faixas 5, 7, 11, 12, 13)
- Blake Sennett - Back-Vocals (Faixas 5, 7, 11, 12, 13)

## Faixas
| N.º            | Título                                | Compositor(es)                                                          | Duração |  |
| 1.             | "Nineteen (cover de Phil Lynott)"     | Phil Lynott                                                             | 3:56    |  |
| 2.             | "Curious Intentions"                  | Letra: Danny Cooksey / Música: L. Mitchell, Steve Vai, Thomas McRocklin | 3:49    |  |
| 3.             | "Bangin' Time Again"                  | Steve Vai                                                               | 4:27    |  |
| 4.             | "Mother of Love"                      | Steve Vai                                                               | 3:54    |  |
| 5.             | "Devil in the Angel"                  | Steve Vai                                                               | 4:10    |  |
| 6.             | "Rockin' My Body"                     | Letra: Danny Cooksey, Steve Vai / Música: Steve Vai, Thomas McRocklin   | 4:00    |  |
| 7.             | "Slow and Beautiful"                  | Letra: Danny Cooksey, Steve Vai / Música: Steve Vai                     | 5:22    |  |
| 8.             | "Tyre Kickin' (Ya Makin' Me Nervous)" | Thomas McRocklin                                                        | 6:04    |  |
| 9.             | "Terminate"                           | Steve Vai                                                               | 4:23    |  |
| 10.            | "Nothin' Great About a Heartache"     | Letra: Louisa Pico, Steve Vai / Música: Louisa Pico                     | 4:23    |  |
| 11.            | "We're Gonna Fight"                   | Steve Vai                                                               | 4:10    |  |
| 12.            | "I Want Everything"                   | Letra: Danny Cooksey, Steve Vai / Música: Steve Vai                     | 4:18    |  |
| 13.            | "Felony"                              | Letra: Danny Cooksey / Música: Steve Vai, Thomas McRocklin              | 3:18    |  |
| Duração total: | Duração total:                        | Duração total:                                                          | 56:04   |  |